# Molkerträsket
Molkerträsket är en sjö i Älvsbyns kommun i Norrbotten och ingår i Piteälvens huvudavrinningsområde. Sjön har en area på 0,104 kvadratkilometer och ligger 102,1 meter över havet. Molkerträsket ligger i Piteälven Natura 2000-område.

## Delavrinningsområde
Molkerträsket ingår i det delavrinningsområde (730166-171718) som SMHI kallar för Inloppet i Grundträsket. Medelhöjden är 122 meter över havet och ytan är 14,17 kvadratkilometer. Räknas de 97 avrinningsområdena uppströms in blir den ackumulerade arean 953,01 kvadratkilometer. Vistån (Kvarnbäcken) som avvattnar avrinningsområdet har biflödesordning 2, vilket innebär att vattnet flödar genom totalt 2 vattendrag innan det når havet efter 81 kilometer. Avrinningsområdet består mestadels av skog (42 procent) och sankmarker (45 procent). Avrinningsområdet har 0,28 kvadratkilometer vattenytor vilket ger det en sjöprocent på 1,9 procent.